# Diabrotica octoplagiata
Diabrotica octoplagiata es una especie de insecto coleóptero de la familia Chrysomelidae. Fue descrita científicamente en 1887 por Jacoby.